# Rupp Arena
La Rupp Arena è un'arena situata a Lexington, Kentucky. Aperta al pubblico nel 1976 è situata all'interno del complesso commerciale del Lexington Center. L'arena ospita regolarmente concerti e spettacoli.